# Sharon Morgan
Sharon Morgan (Llandyfaelog, 1949. augusztus 29. –) walesi színésznő.
Legismertebb alakítása Esmerelda Dwyer az Evermoor titkai című sorozatban. A Doctors című sorozatban is szerepelt.

## Élete
Glanammanben nőtt fel. A 60-as években a Cardiff Egyetemen tanult történelem szakon. Két gyermeke van, Stephan és Saran. 1988-ban letartóztatták, mert festékkel kente be egy walesi irodát. A színésznő attól tartott, hogy ez a büntetőítélet megakadályozza, hogy amerikai vízumot szerezzen a Los Angeles-i Torchwood című 
filmre. Három nyelven beszél, walesiül, angolul és franciául.

## Pályafutása
Első nagyobb szerepe  A Mind to Kill című sorozatban volt. 2008-ban a Martha, Jack & Shanco című filmben szerepelt. 2011-ben a Torchwood: The Miracle Day című filmben szerepelt. Még ebben az évben a Resistance című filmben is játszott. 2012-ben szerepelt a Hollyoaks Later című sorozatban. Szintén 2012-ben szerepelt a Da Vinci démonai című sorozatban.

## Filmográfia

### Filmek
| Év   | Magyar cím       | Eredeti cím          | Szerep           | Magyar hang |
| ---- | ---------------- | -------------------- | ---------------- | ----------- |
| 2018 | Apostol          | Apostle              | Ő                |             |
| 2008 | Da Vinci démonai | Da Vinci's Demons    | Albina nővér     |             |
| 2011 |                  | Resistance           | Maggie Jones     |             |
| 2008 |                  | Martha, Jac a Sianco | Martha           |             |
| 2006 |                  | Calon Gaeth          | Hetty néni       |             |
| 2005 |                  | Mabel                | Janice           |             |
| 2002 |                  | Pleasure Pill        | Kath             |             |
| 1994 |                  | Gadael Lenin         | Eileen           |             |
| 1982 |                  | Giro City            | szociális munkás |             |
| 1978 |                  | Grand Slam           | Odette           |             |

### Televíziós szerepek
| Év                             | Magyar cím             | Eredeti cím             | Szerep                                   | Megjegyzések                           |
| ------------------------------ | ---------------------- | ----------------------- | ---------------------------------------- | -------------------------------------- |
| 2014–2016                      | Evermoor titkai        | The Evermoor Chronicles | Esmerelda Dwyer                          | mellékszereplő magyar hangja Tímár Éva |
| 2012                           |                        | Hollyoaks Later         | Nana Flo                                 | 5. évad                                |
| 2011                           |                        | Alys                    | Lisabeth                                 | 1 epizód                               |
| 2008–2011                      | Torchwood              | Torchwood               | Mary Cooper                              | főszereplő                             |
| 2008                           |                        | After You've Gone       | Beryl                                    | 1 epizód                               |
| 2007                           | Kisvárosi gyilkosságok | Midsomer Murders        | Delyth Mostyn                            | 1 epizód                               |
| 2006                           |                        | Caerdydd                | Anne Davies                              | 2 epizód                               |
| 2006                           |                        | High Hopes              | Blunt professzor                         | 2 epizód                               |
| 2005–2007                      |                        | Doctors                 | Gwyneth Powis                            | mellékszereplő                         |
| 2004                           |                        | Mine All Mine           | Rita Powell                              | 1 epizód                               |
| 1994–2002                      |                        | A Mind to Kill          | Margaret Edwards professzor              | főszereplő                             |
| 1992                           |                        | Casualty                | Jean Collins                             | 1 epizód                               |
| 1986                           |                        | No Place Like Home      | Daphne Davies                            | 1 epizód                               |
| 1986                           |                        | That Uncertain Feeling  | fogorvos szeretője                       | 4 epizód                               |
| 1984–1987                      |                        | Thomas & Sarah          | Alice Williams                           | 1 epizód                               |
| 1984                           |                        | The Magnificent Evans   | Rachel Harris                            | főszereplő                             |
| 1983                           |                        | The Gentle Touch        | Carrie Harrison                          | 1 epizód                               |
| 1979                           |                        | Coronation Street       | Mrs Ellis                                | 1 epizód                               |
| 1979                           |                        | Thomas & Sarah          | Alice Williams                           | 1 epizód                               |
| 1978 / 1984–1987, 2004 / 2018– |                        | Pobol y Cwm             | Sian Jones / Sylvia Bevan / Brenda Parri | 7 epizód főszereplő                    |